# Mesophryxus ventralis
Mesophryxus ventralis là một loài chân đều trong họ Bopyridae. Loài này được Bruce miêu tả khoa học năm 1973.